# Tongo, Ghana

Tongo är en ort i norra Ghana. Den är huvudort för distriktet Talensi, och folkmängden uppgick till 4 413 invånare vid folkräkningen 2010.